# Тухля
Ту́хля (укр. Тухля) — село в Славской поселковой общине Стрыйского района Львовской области Украины. Лежит в узкой долине реки Опир. В пределах села в Опир впадают два сравнительно крупных притока — Цигла и Головчанка.
Население по переписи 2018 года составляло 1989 человек. Занимает площадь 3,78 км². Почтовый индекс — 82632. Телефонный код — 3251.